# Torre Antel

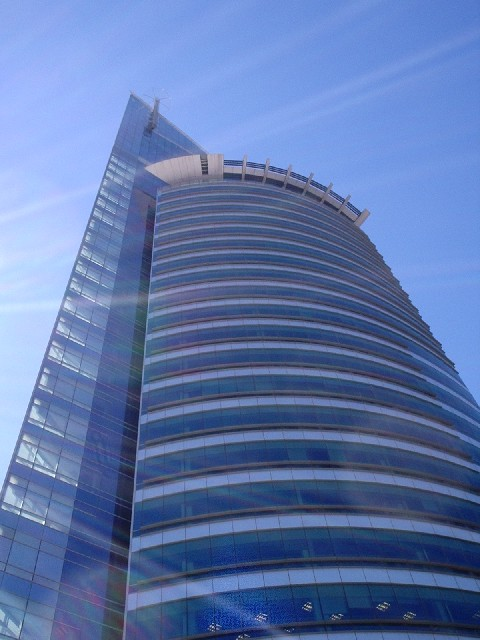
Torre Antel widziany z żabiej perspektywy

Torre Antel – wieżowiec w Montevideo, stolicy Urugwaju. Ma 35 pięter i 158 m wysokości i jest tym samym najwyższym budynkiem w kraju. 
Jego powierzchnia użytkowa wynosi 20 000 m². Został zaprojektowany przez urugwajskiego architekta Carlosa Otta i oddany do użytku w roku 2002. Jest siedzibą urugwajskiego monopolisty telekomunikacyjnego - firmy ANTEL.